# NGC 4953
NGC 4953 este o galaxie situată în constelația Centaurul. A fost descoperită în 26 iunie 1834 de către John Herschel. Se află la o distanță de 75,51 de megaparseci de Pământ.